# Fiston Tshimanga
Fiston Tshimanga es un deportista congoleño que compitió en taekwondo. Ganó una medalla de bronce en el Campeonato Africano de Taekwondo de 2012, en la categoría de –80 kg.

## Palmarés internacional
| Campeonato Africano | Campeonato Africano       | Campeonato Africano | Campeonato Africano |
| Año                 | Lugar                     | Medalla             | Categoría           |
| ------------------- | ------------------------- | ------------------- | ------------------- |
| 2012                | Antananarivo (Madagascar) | Medalla de bronce   | –80 kg              |